# Мунділфарі (супутник)
Мунділфарі (Сатурн XXV; лат. Mundilfari, давньоскан. Mundilfäri) — сорок другий за віддаленістю від планети нерегулярний супутник Сатурна. Відкритий Бреттом Гледменом і Джоном Кавеларсом 23 вересня 2000 року.
Назву супутник отримав у серпні 2003 року. У скандинавській міфології Мунділфарі — один із йотунів, батько Соль і Мані

## Корисні посилання
- Циркуляр МАС №7538: Оголошення про відкриття нових супутників Сатурна(англ.)
- Циркуляр МАС №8177: Назви нових супутників великих і малих планет(англ.)
- Електронний циркуляр Центру малих планет №2000-Y15: Орбітальні дані і ефемериди Іміра, Паліака, Трюма, Скаді і Мунділфарі [Архівовано 15 квітня 2002 у Wayback Machine.](англ.)